# Murat Gökhan Bardakçı
Murat Gökhan Bardakçı (né le 25 décembre 1955) est un journaliste et écrivain turc qui travaille sur l'histoire ottomane et l'histoire de la musique turque. Il est également chroniqueur au journal Habertürk .

### Liens
- Ressource relative à la musique :   - MusicBrainz
- Ressource relative à l'audiovisuel :   - IMDb
- Notices d'autorité :   - VIAF
  - ISNI
  - BnF (données)
  - IdRef
  - LCCN
  - GND
  - Pays-Bas
  - Israël
  - NUKAT
  - Tchéquie
  - WorldCat